# Absidiolo

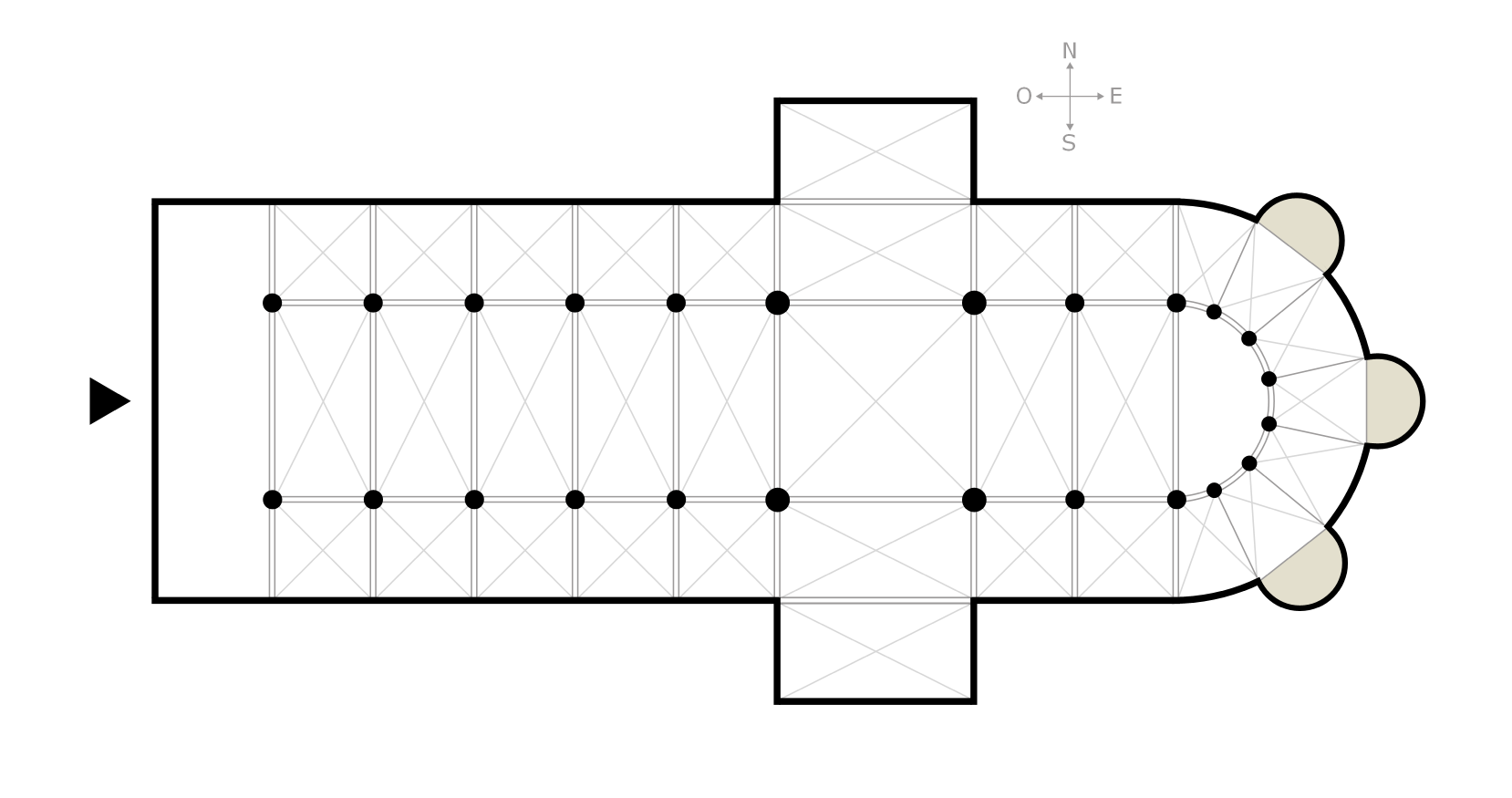
Absidiolos en un esquema de iglesia

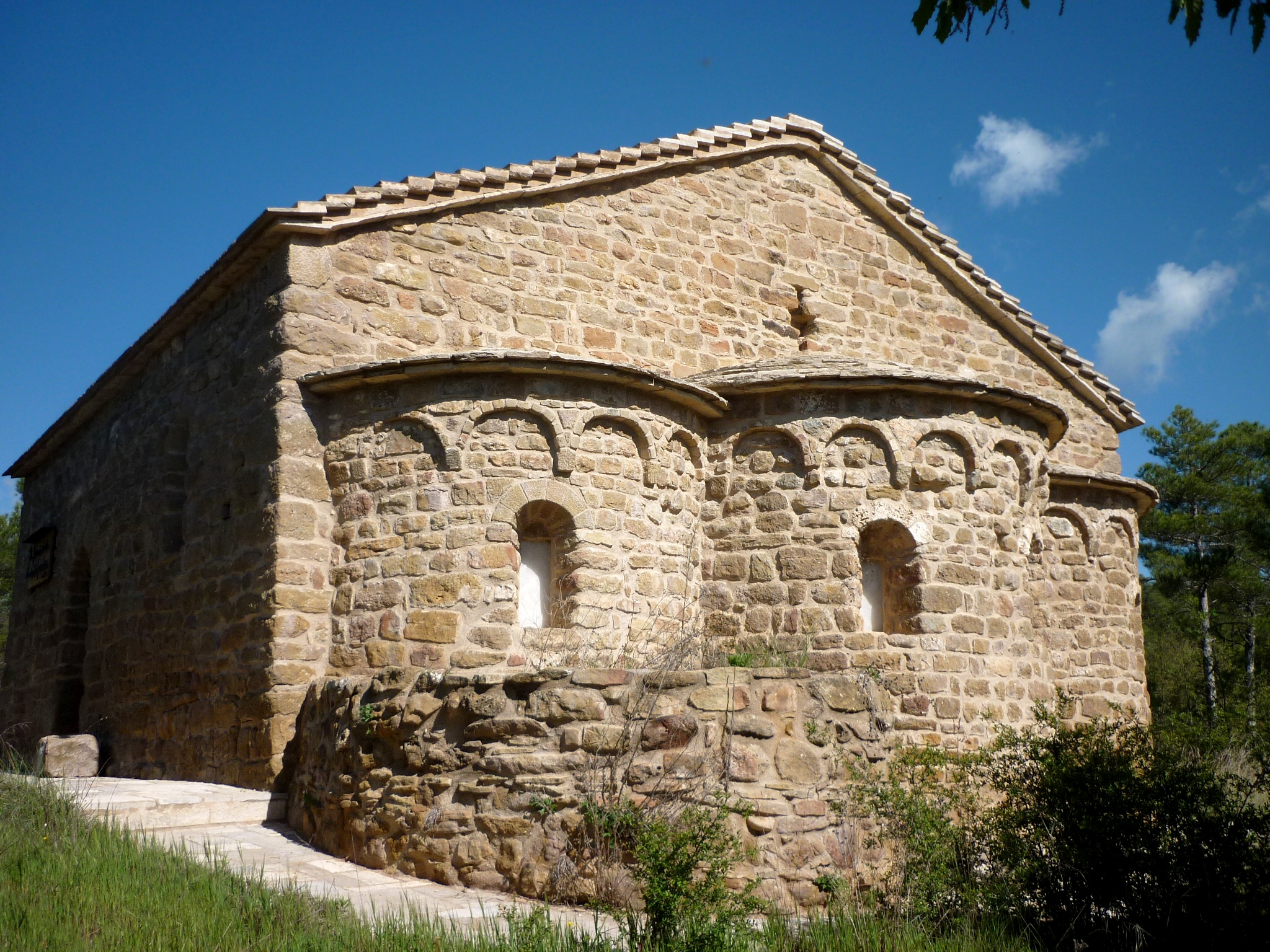
Absidiolos en la iglesia de Santo Girvés de la Torre de Rialb

En la arquitectura religiosa, un absidiolo, también llamado capilla absidial, es un volumen sobresaliente que aloja una pequeña capilla secundaria que se abre sobre el ábside y que, por extensión, puede estar dispuesta sobre los brazos del transepto. Generalmente de planta semicircular y salientes en número variable alrededor de la cabecera, también se les llama capillas radiantes. Si exceden la pared de los brazos del transepto, se les llama capillas orientadas. También se pueden disponer  en corona alrededor del ambulatorio y representarían la aureola luminosa que rodea la cabeza de Jesucristo en la iconografía cristiana. Suelen ser de número impar, y a menudo el que está situada en la cabecera de la iglesia es de mayores dimensiones y acostumbra a estar dedicada a la Virgen.
Son de dimensiones más pequeñas que las de un ábside aunque su aspecto es muy parecido. En algunos casos, cuando en la cabecera de una iglesia haya tres ábsides, el central será en general más grande y albergará el altar principal, siendo los laterales más pequeños, los absidiolos. 
Son un elemento muy usado en las iglesia románicas de toda Europa, y también se pueden encontrar en iglesias góticas a los lados del ábside.[cita requerida]

## Galería de imágenes

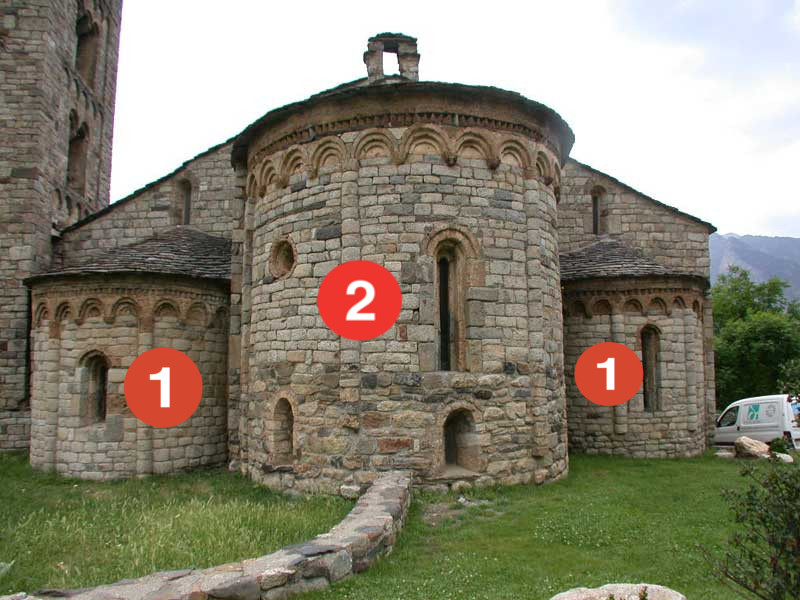
Dos absidiolos laterales unidos por un ábside central. Imagen de la Iglesia de San Clemente de Tahull (Lérida, España). (1: absidiolos; 2: ábside)
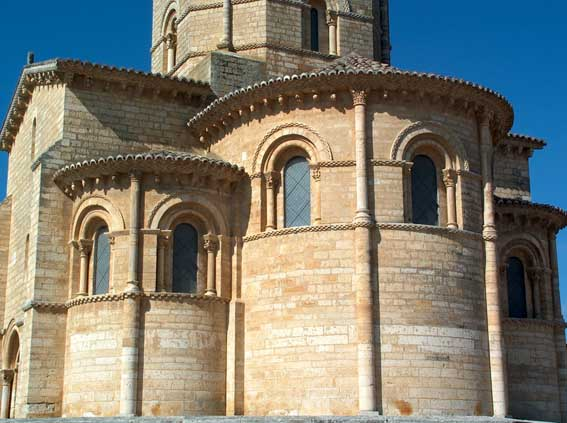
Ábside y dos absidiolos en la Iglesia de San Martín de Frómista (Palencia, España).
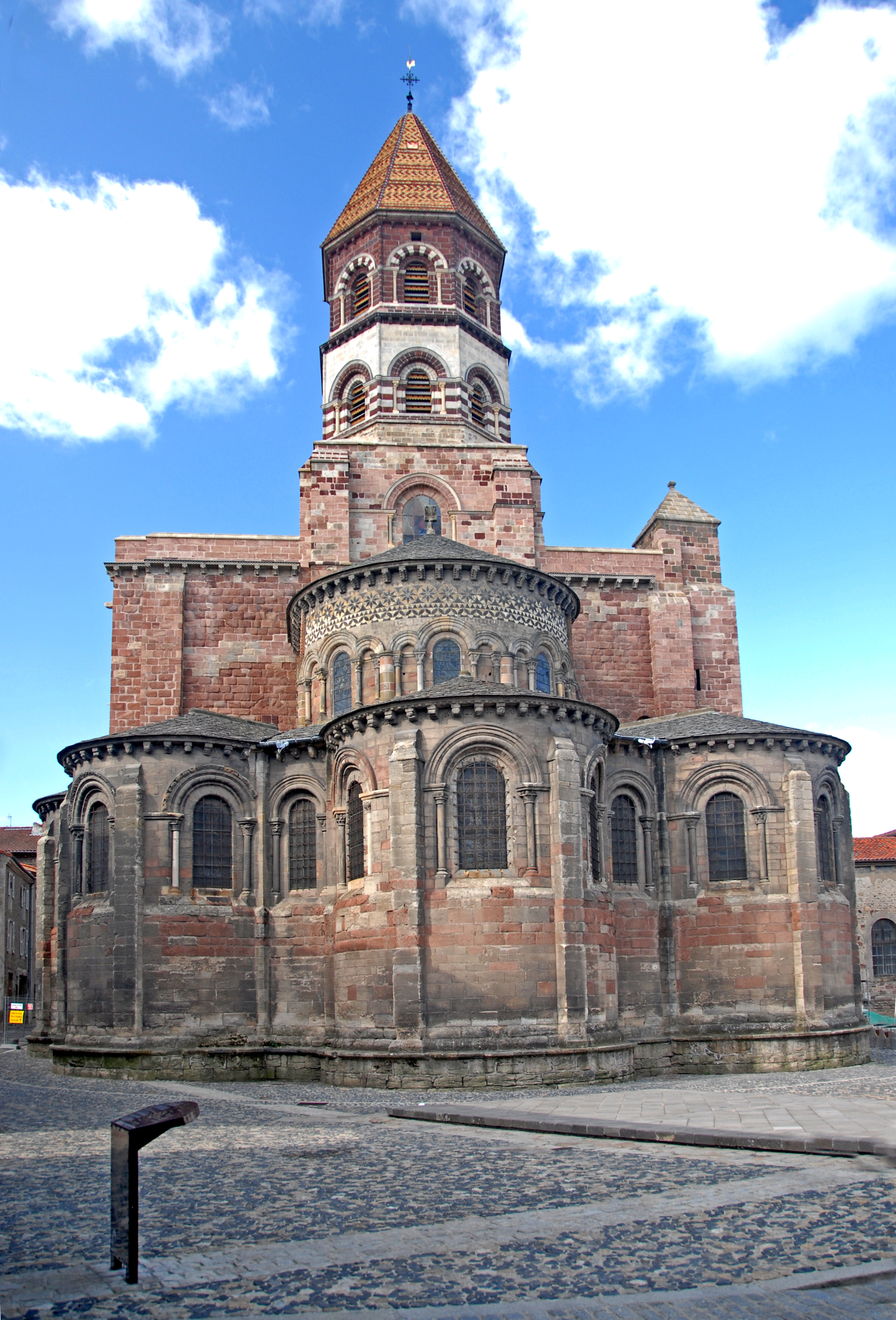
Vista de la cabecera de la basílica de Saint-Julien de Brioude, con las absidiolos en primer término.
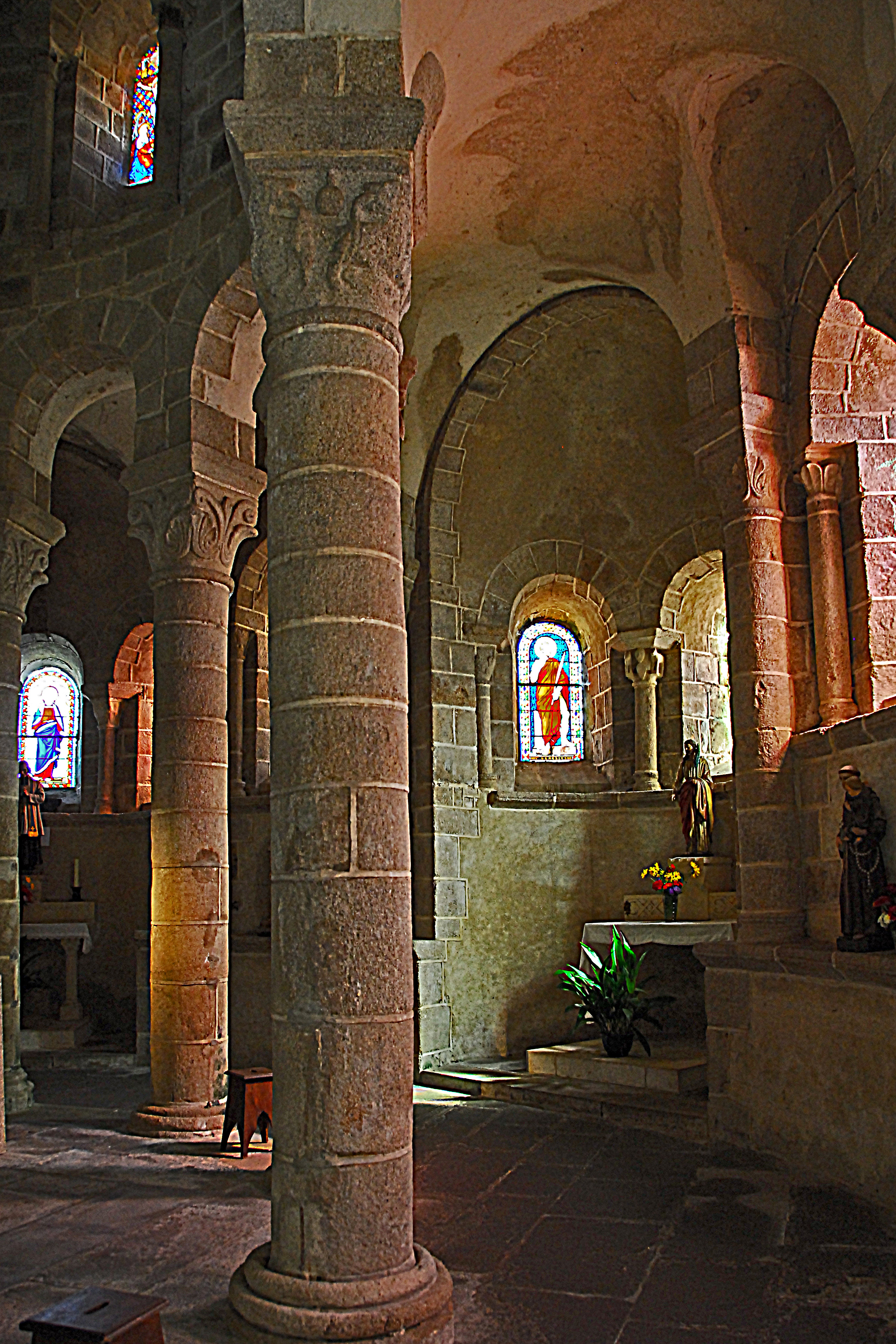
Vista interior de las absidioles de la iglesia de Notre-Dame de Châtel-Montagne.